# Новосибірська область
Новосибі́рська о́бласть (рос. Новосиби́рская о́бласть) — суб'єкт Російської Федерації. Область була утворено 28 вересня 1937 поділом Західно-Сибірського краю на Новосибірську область і Алтайський край. Згодом, в 1943, зі складу області була виділена Кемеровська, а в 1944 — Томська області.
- Площа — 178 200 км²
- Населення — 2 650 000 осіб
- Адміністративний центр — місто Новосибірськ
- Входить до складу Сибірського федерального округу

Область є великим науковим центром, основним транспортно-розподільним вузлом у Західному Сибіру. В області сформована сучасна митна, прикордонна, банкова, торгова інфраструктури.

## Географія
Новосибірська область розташована на південному сході Західно-Сибірської рівнини. На півночі межує з Томською областю, на південному заході — з Казахстаном, на заході — з Омською областю, на півдні — з Алтайським краєм, на сході — з Кемеровською областю.
Довжина області з заходу на схід — 642 кілометри, з півночі на південь — 444 кілометри.
Основні річки на території області — Об і Омь. Греблею Новосибірської ГЕС утворене Новосибірське водосховище. Також в області розташоване близько 3 тисяч прісних, солоних і гірко-солених озер (Чани, Сартлан та інші).
Північ і північний захід області займає південна частина найбільшого у світі Васюганського болота.

## Клімат
Клімат континентальний, середня температура січня від −16 на півдні, до −20 °C у північних районах. Середня температура липня +18…+20 °C. Середня річна температура повітря — 0,2 °C. Абсолютний максимум — +37 °C, мінімум— −51 °C.
Заморозки на поверхні ґрунту починаються в другій половині вересня й закінчуються наприкінці травня. Тривалість холодного періоду — 178, теплого — 188, безморозного — 120 діб.
Річна кількість опадів ~ 425 мм, переважно у вигляді дощу, 20% опадів припадає на травень — червень, у період із квітня по жовтень випадає (у середньому) 330 мм опадів, у період з листопада по березень — 95 мм.
На рік 86 безхмарних днів і 67 — із суцільною хмарністю.

## Часовий пояс
Новосибірська область відповідно до чинного законодавства віднесена до шостої часової зони (MSK+4), що неофіційно називається красноярським часом. Міжнародне позначення KRAT (Krasnoyarsk Time). Розбіжність з UTC складає 7 годин протягом усього року (UTC+7), оскільки сезонні зміни часу в регіоні, як і у всій РФ відсутні.
При цьому географічно більша частина області — понад 85 % території — лежить у межах п'ятого часового поясу, менша, включно з адмінцентром — містом Новосибірськ — у шостому. З 1924 по 1957 межею часових поясів у кордонах області була річка Об, а з березня 1957 року використовується єдиний час: UTC+7 з 1957 по 1993 (літній час UTC+8 у 1981—1993 роках), UTC+6 (омський час) з 1993 по 2011 (літній час UTC+7 у 1993—2011 роках), UTC+7 у 2011—2014, UTC+6 у 2014—2016, UTC+7 з 2016.

## Історія
Незважаючи на відносно сприятливі, за сибірськими мірками, кліматичні умови, територія Новосибірської області стала заселятися російськими колоністами досить пізно. Корінними жителями Західного Сибіру є барабинські татари (зараз їх близько 14 тис. осіб). Тепер вони проживають у західних районах Новосибірської області. Вони страждали від постійних набігів калмиків (ойратів і телеутів). Російські поселення також опинилися під цією погрозою, тому люди воліли селитися північніше, у районі Томська. Лише наприкінці XVII століття Новосибірська область почала притягати мігрантів. Перша заїмка була заснована в 1695 році боярським сином Олексієм Кругликом — згодом вона стала селом Кругликовим, що існує дотепер у Болотнинському районі. Незабаром після цього виникло ще кілька сіл — Пашкова, Красулина, Гутова, Кривощековська й Морозова (у районі Бердська).
На початку XVIII століття був побудований Бердський острог, що забезпечував безпеку в навколишній місцевості. До 1717 року він перебував у віданні томського воєводства, потім був переданий у розпорядження кузнецької адміністрації. Бердський острог заповнювався в основному переселенцями із Чаусського відомства й сіл Тарського повіту. У міру зменшення ризику військових набігів кочівників число переселенців зростало, причому багато мігрантів не мали офіційного дозволу на зміну місця проживання й тією чи іншою мірою переслідувалися владою. В 1722 році була зведена Сибірська лінія фортець уздовж річки Іртиш. У неї входили Усть-Тартасське, Каїнське й Убінське укріплення. У першій половині XVIII століття почалося заселення південно-східної частини Бараби й північної частини Кулунди. Втім, хутори й села були дуже маленькими і зазвичай складалися усього з декількох дворів. Основними заняттями населення на території нинішньої Новосибірської області були хліборобство, рибальство, полювання й візництво.
Наприкінці XVII століття на території області появиляются нові остроги — Уртамський і Умревінський, поблизу яких починають осідати переселенці з Європейської частини Росії. Перші російські села виникли на берегах річок Ояш, Чаус і Іня. Близько 1644 року на ріці Бердь утворюється село Маслянино. Близько 1710 року було засновано село Кривощековська.
На початку XVIII століття відомий уральський промисловець Акінфій Демидов побудував два мідеплавильні заводи — Коливанський і Барнаульський. Інші заводи по виплавці міді й срібла були побудовані на річках Касмалі, Нижньому Сузуні, Алії, Великій Талмовій. Найбільше підприємство — Сузунський мідеплавильний завод — виникло в 1764—1765 рр., а з 1766 року почав діяти Сузунський монетний двір, що карбував мідні монети з домішкою срібла.
В 1893 році у зв'язку з будівництвом Транссибірської магістралі й залізничного моста через Об з'явивсе Александровське селище (з 1895 року — Новоніколаєвське). Завдяки зручному географічному розташуванню обумовленому перетинанням Транссибу, судноплавної річки Обі й транспортних шляхів, що зв'язують Сибір з європейською частиною Російської Імперії, швидко зростало його торгово-економічне значення. В 1909 році Новоніколаєвськ одержав статус міста, а в 1925 був перейменований у Новосибірськ.
До 1921 року територія Новосибірської області входила до складу Томської губернії, з 1921 по 1925 — Новоніколаєвській губернії, з 1925 по 1930 — Сибірського краю й з 1930 по 1937 — Західно-Сибірського краю. 28 вересня 1937 року Постановою ЦВК СРСР Західно-Сибірський край був розділений на Новосибірську область і Алтайський край. Ця дата вважається офіційним днем утвору області. На 1937 рік до складу області входило 36 районів, у тому числі території нинішньої Томської й Кемеровської областей. В 1943 році зі складу Новосибірської області була виділена Кемеровська область, в 1944 — Томська область.
З 1937 по 1991 рік 1-ми секретарями Новосибірського обкому ВКП(б)-КПРС працювали Ейхе Роберт Індрикович, Алексєєв Іван Іванович, Борков Геннадій Андрійович, Пуговкін Геннадій Микитович, Кулагін Михайло Васильович, Яковлєв Іван Дмитрович, Дерюгін Борис Іванович, Кобелєв Борис Миколайович, Горячев Федір Степанович, Сергеєв Микола Іванович, Філатов Олександр Павлович, Казарєзов Володимир Васильович, Муха Віталій Петрович, Міндолін Володимир Олександрович.
Головами виконавчого комітету Новосибірської обласної ради з 1937 по 1991 рік обиралися Шварц Сергій Олександрович, Єгоров Яків Георгійович, Бурлаков Марко Семенович, Шарапов Василь Андрійович, Годовіцин Геннадій Миколайович, Гришин Іван Тимофійович, Соколов Тихон Іванович, Соколов Леонід Іванович, Батамиров Анатолій Михайлович, Шкарбан Іван Григорович, Жуковський Микола Іванович, Авраменко Степан Степанович, Бакутін Михайло Якович, Зверєв Олексій Ілліч, Філатов Віктор Андрійович, Боков Володимир Анатолійович.

## Населення
Чисельність населення Новосибірської області становить 2 692 251 осіб (2002), по чисельності населення вона займає 3-є місце в СФО, 16-е місце в Росії. Щільність населення — 14,9 осіб на 1 км² (2005) (середній показник по СФО — 4,0; по Росії — 8,4). За щільністю населення область перебуває на 3-му місці в СФО.
Питома вага міського населення — 75,2% (у СФО — 70,5%; у РФ — 73%), сільського — 24,8% (у СФО — 29,5%; у РФ — 27,0%). За рівнем урбанізованості область займає 4-е місце в СФО. За даними Всеросійського перепису населення 2010 року:
| Народ         | Чисельність 2010 |
| ------------- | ---------------- |
| Росіяни       | ▼2 365 845       |
| Німці         | ▼30 924          |
| Татари        | ▼24 158          |
| Українці      | ▼22 098          |
| Узбеки        | 12 655           |
| Казахи        | ▼10 705          |
| Таджики       | 10 054           |
| Вірмени       | ▲9508            |
| Азербайджанці | ▲8008            |
| Білоруси      | ▼5382            |

## Соціально-економічні показники
У 2005 році середньодушовий дохід жителів області склав 6 555 рублів. В 2006 цей показник зріс до 7 929 рублів (на січень—липень 2007) р.
- Запровадження в дію житлових будинків — 351,8 тис. м² загальної площі
- Оборот роздрібної торгівлі — 92,3 млрд руб.
- Оборот громадського харчування — 3,3 млрд руб.
- Обсяг платних послуг населенню — 21,9 млрд руб.
- Середньодушові грошові доходи населення — 9 059 руб. 60 коп.
- Середньомісячна нарахована заробітна плата одного працівника — 10 937 руб. 90 коп.

## Органи державної влади

### Законодавча влада
Новосибірська обласна Рада депутатів складається з 98 депутатів. Останні вибори відбулися 11 грудня 2005 року. Строк повноважень — 4 роки. Голова облради — Олексій Беспаліков (вибрано 23 грудня 2005).
Склад по партіях:
- «Єдина Росія» — 53 депутати (54%)
- КПРФ — 21 (21%)
- АПР — 14 (14%)
- ЛДПР — 5 (5%)
- Група «Народний депутат» (незалежні) — 5 (5%)

З повідомлення мандатної комісії Новосибірської обласної Ради депутатів на першій сесії 23 грудня 2005 року:
- 96 депутатів мають вищу освіту
- 1 депутат має середню спеціальну освіту
- 1 депутат — середня освіта

По спеціальностях серед депутатів:
- 4 юриста (у тому числі 2 кандидата юридичних наук)
- 14 економістів
- 5 депутатів отримали освіту за фахом «державне й муніципальне керування»

У складі депутатів 1 академік, 4 доктори наук, 16 кандидатів наук.
По віковому складу:
- До 30 років — 3 депутати
- Від 31 до 40 років — 14 депутатів
- Від 41 до 50 років — 44 депутати
- Від 51 до 60 років — 29 депутатів
- Старше 61 року — 8 депутатів

## Виконавча влада
Голова адміністрації Новосибірської області — Віктор Толоконський («Єдина Росія»). Вибрано в грудні 1999, переобрано на другий строк 7 грудня 2003. 12 липня 2007 затверджений на посаді на третій строк Обласною радою депутатів за поданням президента РФ Володимира Путіна. Строк повноважень — 5 років.
Основний закон суб'єкта — Статут Новосибірської області (прийнято 5 квітня 1996, у цей час діє зі змінами).

### Губернатори області
| Період                       | Губернатор                        | Примітка |
| ---------------------------- | --------------------------------- | --- |
| листопад 1991 — жовтень 1993 | Муха Віталій Петрович             | звільнений Президентом РФ від обов'язків голови адміністрації                                                            |
| жовтень 1993 — грудень 1995  | Індінок Іван Іванович             | |
| грудень 1995 — грудень 1999  | Муха Віталій Петрович             | перший губернатор, вибраний населенням області                                                                           |
| грудень 1999 — грудень 2003  | Толоконський Віктор Олександрович | |
| грудень 2003 — липень 2007   | Толоконський Віктор Олександрович | |
| липень 2007 — теперішній час | Толоконський Віктор Олександрович | губернатор був вибраний депутатами на підставі вистави Президента РФ В. В. Путіна, а не волевиявленням населення області |

## Адміністративно-територіальний поділ
У Новосибірську область входять 14 міст (у тому числі 7 міст обласного підпорядкування), 30 адміністративних районів, 18 селищ міського типу, 428 сільських адміністрацій.

### Райони

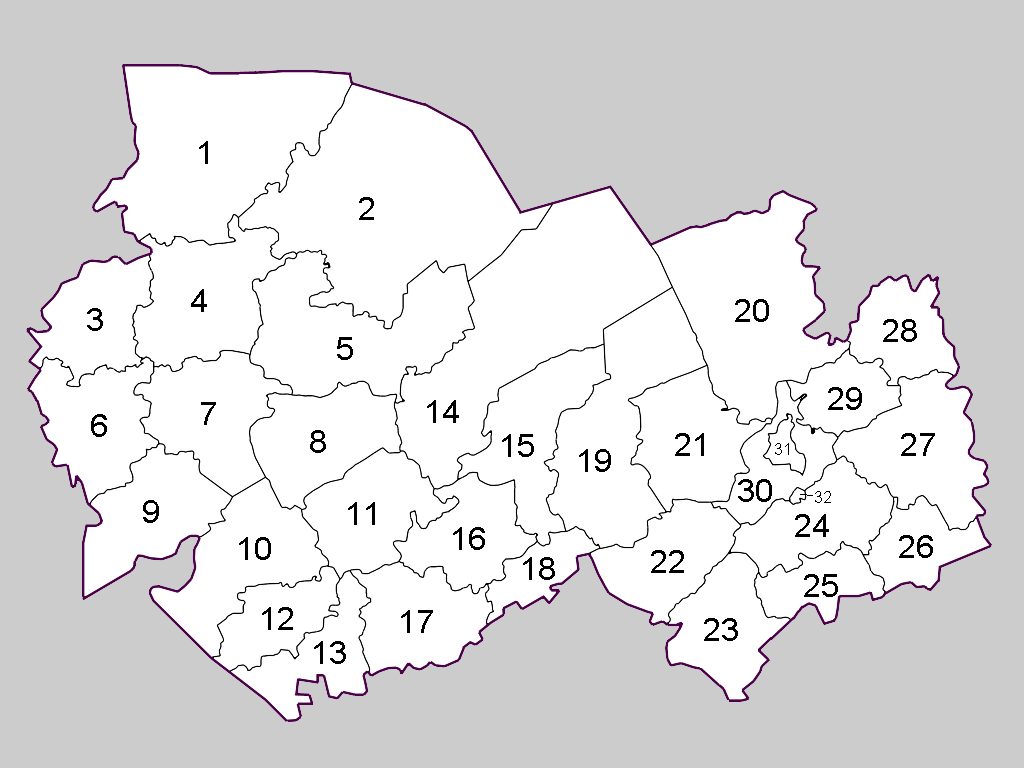
Адміністративно-територіальний поділ області

- Баганський район (12)
- Барабінський район (8)
- Болотнинський район (28)
- Венгеровський район (4)
- Доволенський район (16)
- Здвінський район (11)
- Іскітимський район (24)
- Карасуцький район (13)
- Каргатський район (15)
- Киштовський район (1)
- Коливанський район (20)
- Коченевський район (21)
- Кочковський район (18)
- Краснозерський район (17)
- Куйбишевський район (5)
- Купинський район (10)
- Маслянинський район (26)
- Мошковський район (29)
- Новосибірський район (30)
- Ординський район (22)
- Сєвєрний район (2)
- Сузунський район (23)
- Татарський район (6)
- Тогучинський район (27)
- Убінський район (14)
- Усть-Тарацький район (3)
- Чановський район (7)
- Черепановський район (25)
- Чистоозерний район (9)
- Чулимський район (19)

Міські округи:
- Новосибірськ (31)
- Бердськ (32)
- Іскітим (33)
- Кольцово (34)
- Об (35)

## Економіка

### Корисні копалини й природні ресурси

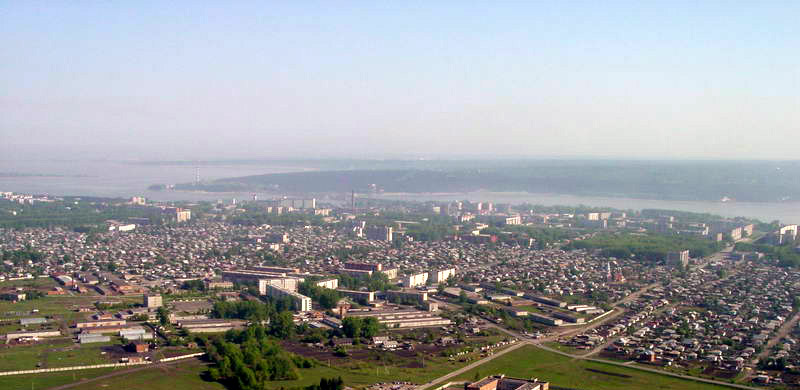
Бердськ

У цілому, на території Новосибірської області розташовується 523 родовища різних корисних копалин, з яких 83 зараз експлуатуються.
На території області розвідані запаси таких корисних копалин як кам'яне вугілля (Зав'яловське й Ліствянське родовища, розвідані запаси — 905 млн тонн, прогнозні близько 5,6 млрд тонн), тугоплавкі глини, торф. Здійснюється видобуток високоякісних антрацитів (розвідані запаси становлять ≈ 800 млн тонн, прогнозовані — близько 5 млрд тонн).
На північно-заході області відкриті родовища нафти й природного газу. На території Сєвєрного району області відкрито сім нафтових родовищ (Верх-Тарське, Малоічське, Восточно-Тарське, Тань-Дасське, Ракітінське, Восточне й Восточно-Межовське) і одне газоконденсатне — Веселовське. Нафта — легка, малосірчиста, з незначним вмістом парафіну. Середні глибини залягання продуктивних шарів — близько 2500 м. Найбільшим є Верх-Тарське родовище. З обліком попередньо оцінених запасів, у ньому міститься близько 60% усіх запасів нафти області. Інші родовища — невеликі. Верх-Тарське й Малоічське — підготовані до експлуатації, інші — законсервовані. Розвідані запаси нафти становлять ≈ 43 млн тонн, прогнозовані — 113 млн тонн, однак нафтогазові родовища поки слабко розробляються.
Запаси торфу оцінюються в 7,2 млрд тонн, однак у зв'язку з високими витратами на його видобуток і переробку, розробка торф'яних родовищ практично не ведеться.
На території області виявлене велике родовище руд кольорових металів — диоксиду титану (≈ 1,7 млн тонн) і диоксиду цирконію (≈ 7,2 млн тонн).
Промислові запаси золота в Новосибірській області невеликі й оцінюються в 17 тонн. Розвідано одне рудне й 24 розсипних родовища.
Відкрито 4 родовища мармуру із запасами більш 8,5 млн м³, причому мармур двох з них є високодекоративним, такі сорти користуються підвищеним попитом.
Є значні ресурси підземних прісних, термальних і мінеральних вод. З 9,5 виходів підземних вод щодня витягає більш півмільйона кубометрів води.
Сумарна площа лісового фонду Новосибірської області становить близько 4 490 000 га, у тому числі площа території, зайнятий хвойними породами — 977 300 га (21,76%). Загальний запас деревини основних лісообразующих порід оцінюється в 278 800 000 м³.

### Промисловість
Новосибірська область — одна з найбільше індустріально розвинених у Сибіру: створює близько 10% усієї промислової продукції, основна частина якої припадає на підприємства важкої промисловості, розташовані в основному в Новосибірську, Іскітиму й Бердську.
У структурі промислового виробництва домінують обробні галузі. 21,7% припадає на машинобудування й металообробку (2003); 24,9% — на харчову галузь; 18,3% — на електроенергетику й близько 10% — на кольорову металургію.
У машинобудівному комплексі домінують електротехнічне машинобудування (генератори й турбіни, великі електросталеплавильні печі), авіа- і приладобудування, виробництво верстатів і сільгосптехніки. Новосибірська область забезпечує 20% машинобудівної продукції Сибіру.
На території області розташоване близько 50 підприємств і організацій військово-промислового комплексу. Переважна більшість із них перебуває в Новосибірську, який входить у десятку найбільших центрів ВПК Росії. Найбільше оборонне держпідприємство (понад 8,5 тисяч працівників) — ФДУП «Новосибірське авіаційне ПО ім. Чкалова», яке випускає винищувачі- бомбардувальники сімейства Су й літаки для місцевих повітряних ліній Ан-38, а також виконує ремонт і модернізацію літаків Су-24. Однак на підприємстві здійснюється конверсія, і в цей час цивільна продукція забезпечує понад 95% обсягів виробництва.
У галузі кольорової металургії виділяються єдиний у країні комбінат з виплавки олова (ВАТ «Новосибірський олов'яний комбінат»), аффінажний завод (виплавка золота), заводи з виробництва рідких металів та ядерного палива — Новосибірський завод хімічних концентратів.
Чорна металургія має допоміжний характер і представлена невеликим сталеплавильним заводом. Провідна галузь промисловості будівельних матеріалів — виробництво збірного залізобетону.
У структурі споживання паливних ресурсів переважає вугілля (60%), потім ідуть газ і продукти нафтопереробки. Новосибірська область має у своєму розпорядженні розвитому системою енерго- і теплопостачання, представленої в основному великими ТЕЦ, що працюють на куті. Установлена потужність електростанцій Новосибірської області становить 2582 МВТ, у тому числі Новосибірської ГЕС — 455 Мвт. Власні потреби в електроенергії задовольняються на 80-90%. Дефіцит електроенергії покривається за рахунок передачі з ОЕС Сибіру.

### Сільське господарство
Сільське господарство області спеціалізується на вирощуванні зерна, картоплі й овочів. Розвинені м'ясомолочне тваринництво, птахівництво та бджільництво. Важливу роль відіграє виробництво льону.
Сільськогосподарське освоєння території області не занадто висока (≈ 48%), але на Новосибірську область припадає чверть усіх сільськогосподарських угідь Західного Сибіру .
У структурі посівних площ області переважають посіви зернових культур — 65% (1993 р., на пшеницю припадає 34% усіх посівів), технічні культури становлять близько 1%, картопля й овочева — 2%, кормові культури — 40% (у тому числі кукурудза — 10% усіх посівів).
Галузь спеціалізації тваринництва — молочно-м'ясний напрямок розведення великої рогатої худоби. Райони Кулунди виділяються спеціалізацією на тонкоруннім вівчарстві.

### Транспорт
Новосибірська область — основний транспортно-розподільний вузол в Західному Сибіру, в зоні дії якого, в радіусі п'ятисот кілометрів від Новосибірська, сконцентровано населення в кількості приблизно дванадцяти мільйонів людей.
На території області — 12 аеропортів, з них аеропорт «Толмачево» — федерального значення. Експлуатаційна довжина залізничних колій загального користування (Західно-Сибірська залізниця) — 1530 км. По території області проходять Федеральні траси М51, М52, М53.

## Наука й освіта
У регіоні діє 47 ВУЗів. У Новосибірськом Академмістечку розташовані десятки науково-дослідних інститутів, Новосибірський державний університет, Фізико-математична школа НДУ, Інститут досліджень патології кровообігу.
Недалеко від Новосибірська, у наукомісті Кольцово перебувають:
- Державний науковий центр вірусології й біотехнології «Вектор».
- бізнес-інкубатор,
- науково-технологічний парк Новосибірського Академмістечка,
- науково-технологічний парк «Новосибірськ»,
- 55 академічних інститутів Російської академії наук, Російської академії медичних наук, Російської академії сільськогосподарських наук,

У селищі Краснообськ розташоване Сибірське відділення Російської академії сільськогосподарських наук.

## Культура
Однієї з культурних визначний пам'яток Новосибірська є театри, серед яких найвідомішим уважається Театр опери та балету, що став, свого роду, символом Новосибірська.

### Санаторно-курортне лікування

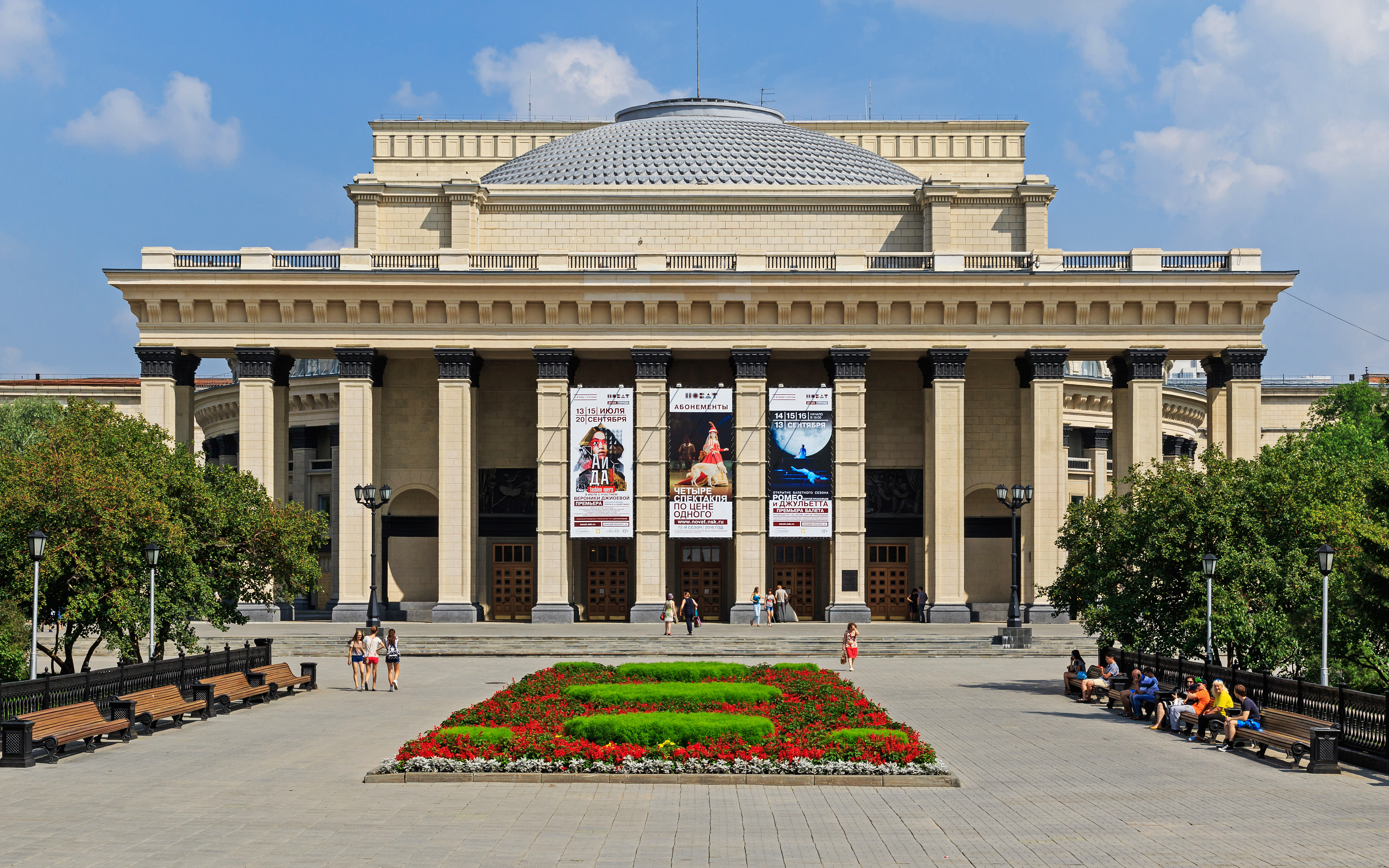
Новосибірський театр опери та балету

У багатьох районах Новосибірської області виявлені родовища термальних і високотермальних йодо- бромних вод. Радонові води є біля селища Коливань і на околицях міста Новосибірська. Перспективним для здійснення санаторно-курортного лікування є використання сульфідних мулових грязей озера Краснозьорне в Краснозьорськом районі, озера Даніліно в Киштовськом районі, озера Карачі в Чановськом районі. Грязьові родовища озер Острівного й Горького занесені в кадастр лікувальних бгрязей Росії. У різних районах області в ході геолого-розвідувальних робіт виявлено 16 родовищ сапропелевих лікувальних грязей, найбільші запаси яких зосереджені в Коливанськом районі, Болотнинськом районі й на околицях міста Новосибірська на озері Плахіно.
У регіоні здійснюють санаторно-курортну діяльність санаторії «Доволенський» у Доволенськом районі, «Краснозьорский» у Краснозьорском районі, «Бараба» і «Карачі» у Чановськом районі, «Омь» у місті Куйбишеві, «Бердський», «Рассвєт», «Парус», «Сибіряк», «Сосновка» поблизу в місті Бердську та його околицях. Також в області багато баз відпочинку та пансіонатів.

## Соціальні проблеми

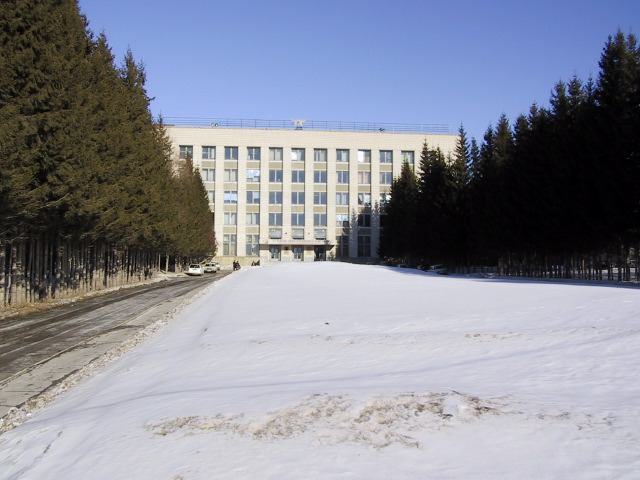
Інститут ядерної фізики СО РАН в Академмістечку

Рівень зареєстрованого безробіття (без обліку неповної зайнятості) на середину 2003 року становив 1,3% від економічно активного населення. Однак, на думку багатьох експертів, дійсна картина рівня життя населення відрізняється в гіршу сторону від даних офіційної статистики. За оцінкою, реальний рівень безробіття в 2003 році склав 11,8%.
Рівень безробіття в області на 1 травня 2007 року склав 1,6%, що є найнижчим показником по Сибірy.
В області гостро стоїт проблема алкоголізму й наркоманії. У 2002 році намітилася тенденція збільшення (на 1,5% у порівнянні з 2001 роком) кількості хворих алкоголізмом, їх число склало 39 833 осіб (1 465,8 на 100 тис. населення). За даними фахівців Головного керування Держнаркоконтролю РФ по Сибірському федеральному округу, захворюваність наркоманією в Новосибірській області в 2003 р. склала 260 осіб на 100 тис. населення.
За даними Новосибірського Роспотребнадзору, загальна кількість виявлених ВІЛ-інфікованих на липень 2007 року становить 2 057 осіб. Ріст зареєстрованих хворих ВІЛ в І півріччі 2007 року, у порівнянні з тим же періодом 2006 року, склав 5,9 раз. Серед установлених шляхів передачі переважають споживачі ін'єкційних наркотиків — до 83,2%, при цьому частка молодих людей у віці 15—29 років становить 61%. У рамках національного проекту по профілактиці ВІЛ-інфекції для потреб охорони здоров'я Новосибірської області в 2006 році поставлено 111 639 упакувань антиретровірусних препаратів для лікування хворих ВІЛ-інфекцією. Але в І півріччі 2007 року постачання припинилося.
На першому місці із причин смерті від неприродних причин в 2005 році стоять самогубства, вони становлять 15% усіх загиблих від неприродних причин або 939 випадків на 100 тис. смертей. У сільській місцевості цей показник в 2,1 раза вище, чим у міських поселеннях області. Друге місце займають випадкове отруєння алкоголем (785 на 100 тис. смертей). На третьому — транспортні травми (716 на 100 тис. смертей). На четвертому місці — убивства (666 на 100 тис. смертей). Насильницькою смертю в 2005 році загинули 25 осіб з кожних 100 тис. населення. По всіх чотирьом причинам неприродної смерті в особливій групі ризику перебувають чоловіки. Серед самогубців їх у п'ять раз більше, ніж жінок, а серед убитих — у три рази. Нещасні випадки, отруєння й травми обумовлюють загибель кожного третього чоловіка й кожної четвертої жінки від усіх померлих у працездатному віці.
У 2006 році померло від неприродних причин 5,9 тисяч людей. На першім місці, як і в попередньому році, самогубства, 930 випадків на 100 тис. смертей. На другому місці так само отруєння алкоголем — 760, на третьому місці транспортні травми — 661, і на четвертому вбивства — 551. 77,3% (4,5 тисяч людей) загиблих в 2006 році становили чоловікі, причому 83,6% перебували в працездатному віці. 43% самогубців були молодше 40 років.
У 2006 році в Новосибірській області народилося живими 27 880 дітей, з них 191 з'явився на світ вдома. Показник народжуваності склав 10,6 людей на 1000 населення, в 2005 році він був таким же.
За рік виконано 42 757 абортів, з них 4 476 — у вагітних уперше, у тому числі 24 аборту в дівчаток до 14 років. На 100 пологів припадало 154,5 абортів (в 2005 році — 155).